# St. Johannes der Täufer (Hohentrüdingen)

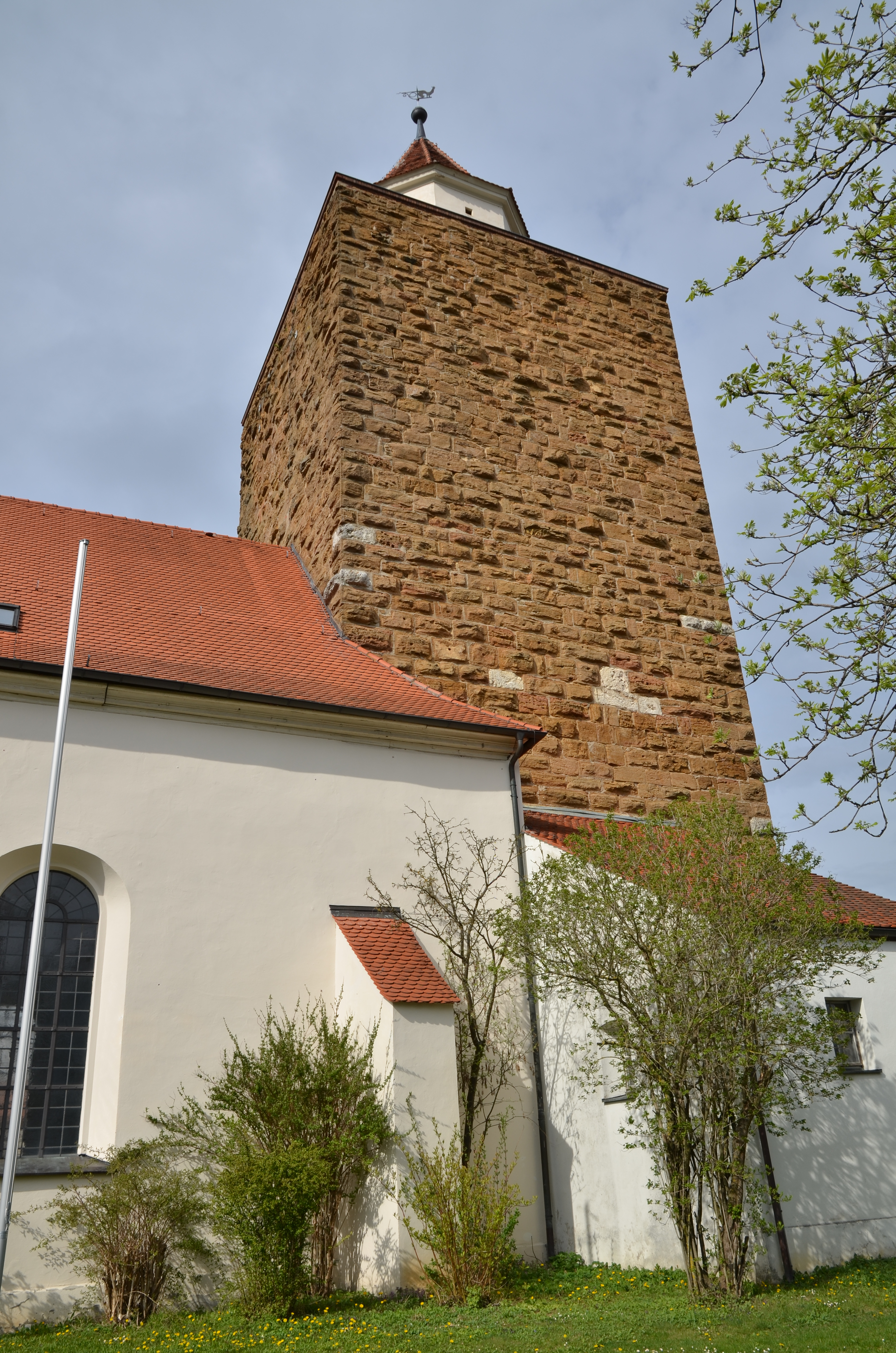
Die Kirche; der ehemalige Bergfried ist deutlich zu erkennen

Die St.-Johannes-der-Täufer-Kirche ist eine evangelisch-lutherische Kirche in Hohentrüdingen, einem Gemeindeteil des Marktes Heidenheim im mittelfränkischen Landkreis Weißenburg-Gunzenhausen. Sie ist Pfarrkirche der Kirchengemeinde Hohentrüdingen im Pfarreienverbund Westheim-Ostheim-Hohentrüdingen im Evangelisch-Lutherischen Dekanat Heidenheim. Das Gebäude ist unter der Denkmalnummer D-5-77-140-46 als Baudenkmal in die Bayerische Denkmalliste eingetragen. Patrozinium der Kirche ist der hl. Johannes der Täufer.

## Lage

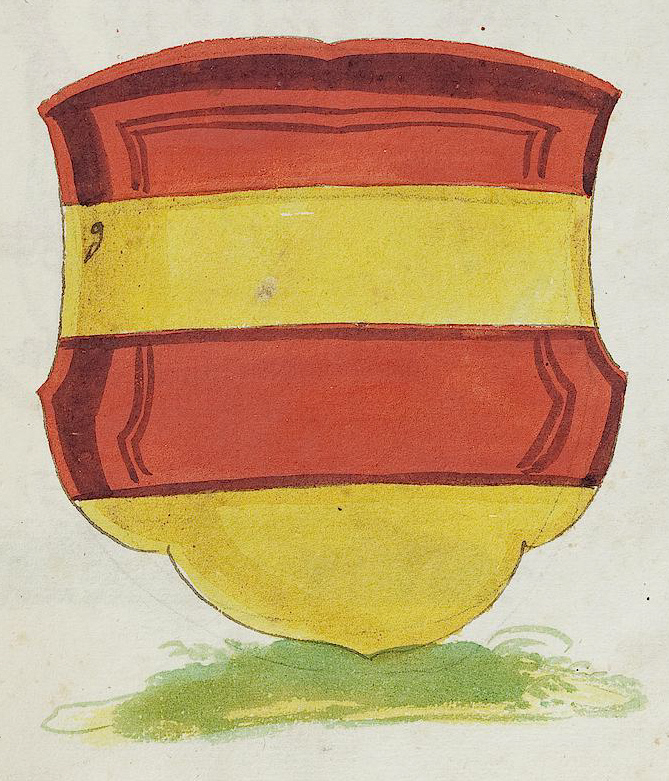
Wappen der Grafen von Truhendingen, Erbauer der Burg Hohentrüdingen

Die Kirche liegt auf einer Anhöhe im Norden Hohentrüdingens und ist eines der wenigen Baudenkmäler im Ort. Die postalische Adresse des Kirchengebäudes ist Schlossweg 2. Nördlich grenzt direkt das Waldgebiet Haag an. Rund 300 Meter nördlich des Gebäudes entspringt der Raingraben, rund 250 Meter südlich der Maßholdergraben.
Die Kirche wurde über den Überresten der Ende des 11. Jahrhunderts von den Reichsgrafen von Truhendingen erbauten Burg Hohentrüdingen, einst die größte hochmittelalterliche Befestigungsanlage zwischen mittlerer Wörnitz und Altmühl, errichtet. Das gesamte umliegende Gelände ist daher als Bodendenkmal ausgewiesen.

## Baugeschichte
Nachdem die Burgruine 1812 auf Abbruch verkauft worden war, wurde das Kirchengebäude von 1817 bis 1819 errichtet. Der Bau erwies sich jedoch als zu groß für die kleine Gemeinde. Der Neubau ersetzte die 1711 bis 1720 zum zweiten Mal erweiterte und im frühen 19. Jahrhundert abgebrochene Burgkapelle, die die Ortsgemeinde, die seit alters her nach Westheim gepfarrt war (bis 1722, dann eigene Pfarrei), zu gottesdienstlichen Zwecken genutzt hatte. Nur noch die Orgel aus dem Jahr 1720 und die Kanzel sind von der Ausstattung der Vorgängerkirche erhalten geblieben.

## Architektur und Inventar

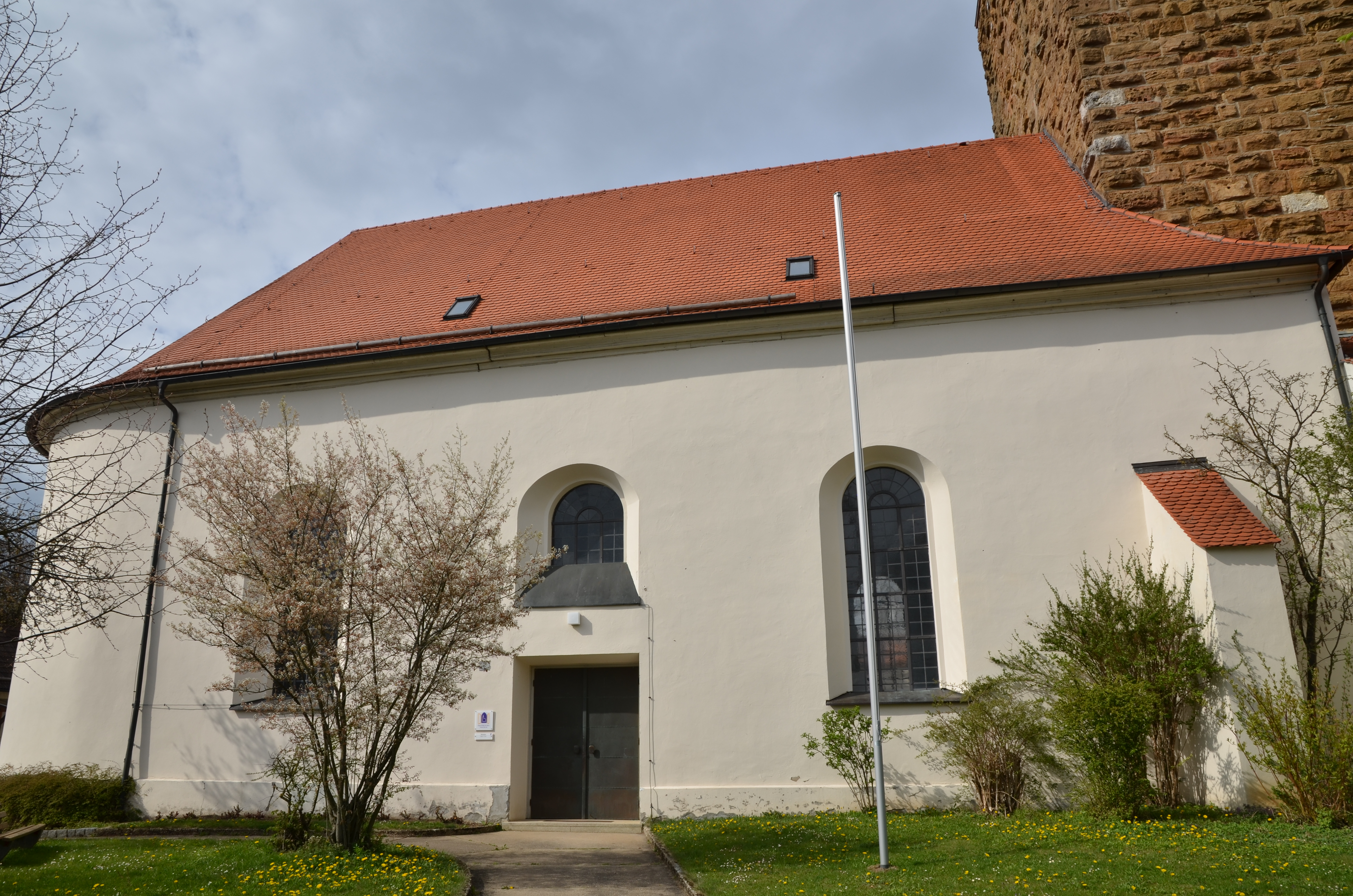
Der klassizistische Saalbau

Das Gebäude ist eine einfache klassizistische Saalkirche mit vier Fensterachsen und Rundbogenfenstern. Das Orgelgehäuse ist fünfteilig mit Akanthuswerk-Füllungen von 1720. Bemerkenswert ist die rechteckige Kanzel als Balkon über zwei Säulen, gleichzeitig Rahmung der dahinter liegenden Sakristeitür. Heute wird eine amboartige neue Kanzel an der Nordwand benutzt. Aus dem 18. Jahrhundert haben sich mehrere Adelsgräber mit Wappen erhalten. Durch die Verlegung des Altars 1966 an die nördliche Längsseite ergab sich ein neues Raumgefüge als Quersaalbau.
Der circa 27 Meter hohe Buckelquader-Bergfried der ehemaligen Burganlage dient heute als Kirchturm der Dorfkirche. Die Mauern des ehemaligen Bergfrieds sind drei Meter dick. Der Kirchturm trägt eine Glockenstube mit Uhrwerk als polygonalen Aufsatz des 18. Jahrhunderts; an die Südseite des Turmes wurde die Sakristei angebaut. Der Turm kann bestiegen werden.